# Baszty z Niebieskim Szlakiem
Baszty z Niebieskim Szlakiem – grupa skał na południowo-wschodnich obrzeżach wsi Podzamcze w województwie śląskim, w powiecie zawierciańskim, w gminie Ogrodzieniec. Znajdują się na Wyżynie Ryczowskiej, będącej częścią Wyżyny Częstochowskiej wchodzącej w skład Wyżyny Krakowsko-Częstochowskiej.
Baszty z Niebieskim Szlakiem znajdują się w lesie w odległości około 60 m na północ od ścieżki czerwonego szlaku turystycznego z Zamku Ogrodzieniec. Uprawiana jest na nich wspinaczka skalna. Są to zbudowane z twardych wapieni skalistych skały o wysokości 8–13 m, ścianach połogich lub pionowych z filarami i kominami. Wspinacze skalni opisują je jako: Niebieska Płyta, Baszty z Niebieskim Szlakiem I, Baszty z Niebieskim Szlakiem II, Baszty z Niebieskim Szlakiem III, Baszty z Niebieskim Szlakiem IV i Ponad Basztą.

## Drogi wspinaczkowe
Przez wspinaczy skalnych Baszty z Niebieskim Szlakiem zaliczane są do Grupy Gołębnika wśród skał Podzamcza. Pierwsze dwie drogi wspinaczkowe poprowadzono na nich w 2013 roku. W 2021 r. jest już 6 dróg, ale istnieją możliwości utworzenia wielu nowych; są projekty 12 następnych dróg. Jak na razie drogi są słabo obite; ringi (r) i stanowiska zjazdowe zamontowano tylko na dwóch drogach. Ściany wspinaczkowe o wystawie północno-zachodniej, północnej, północno-wschodniej i wschodnie, silnie zacienione. Wśród wspinaczy skalnych popularność skał jest niewielka.
1. Zacięcie win owocowych; VI.1, 12 m

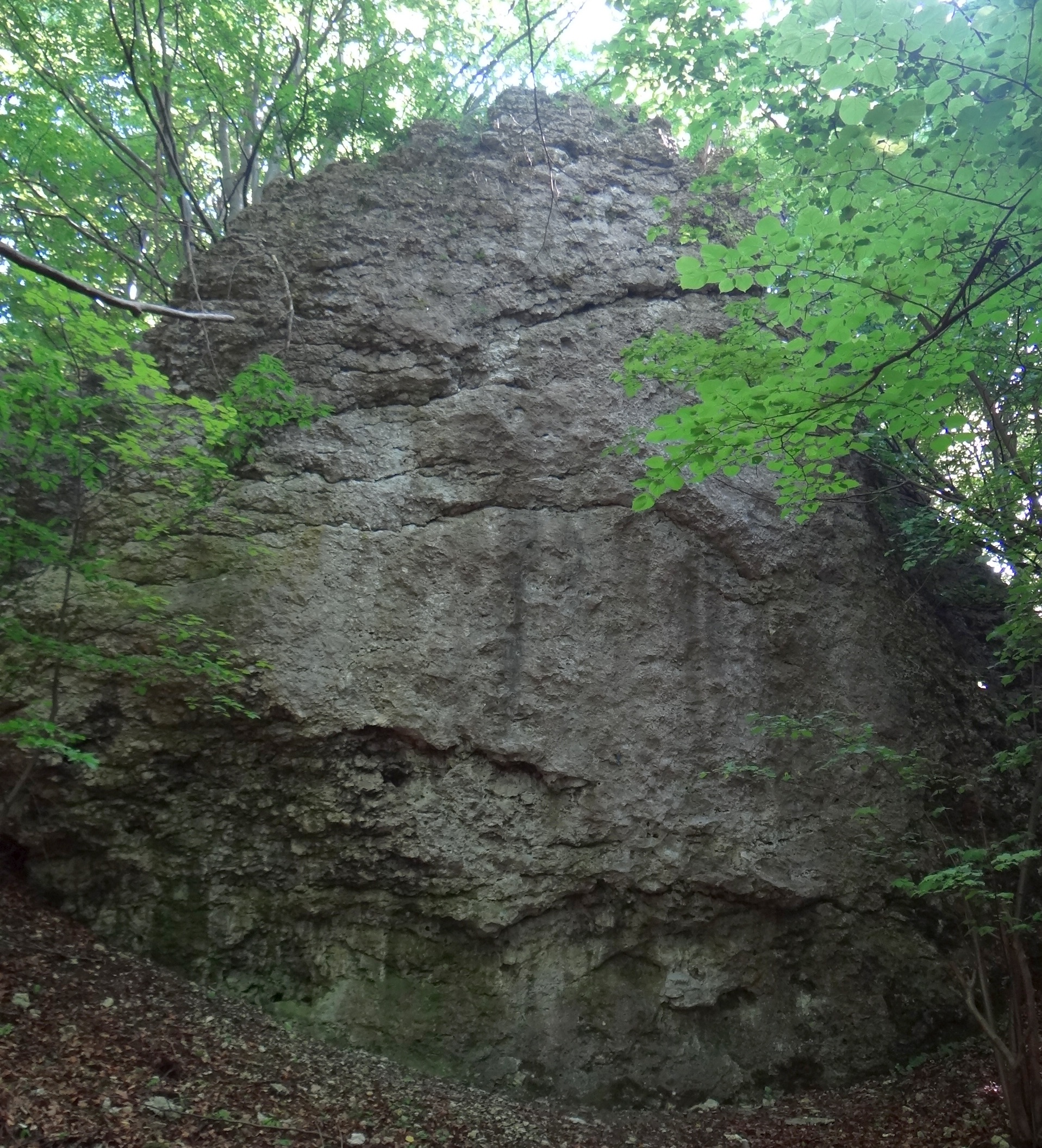
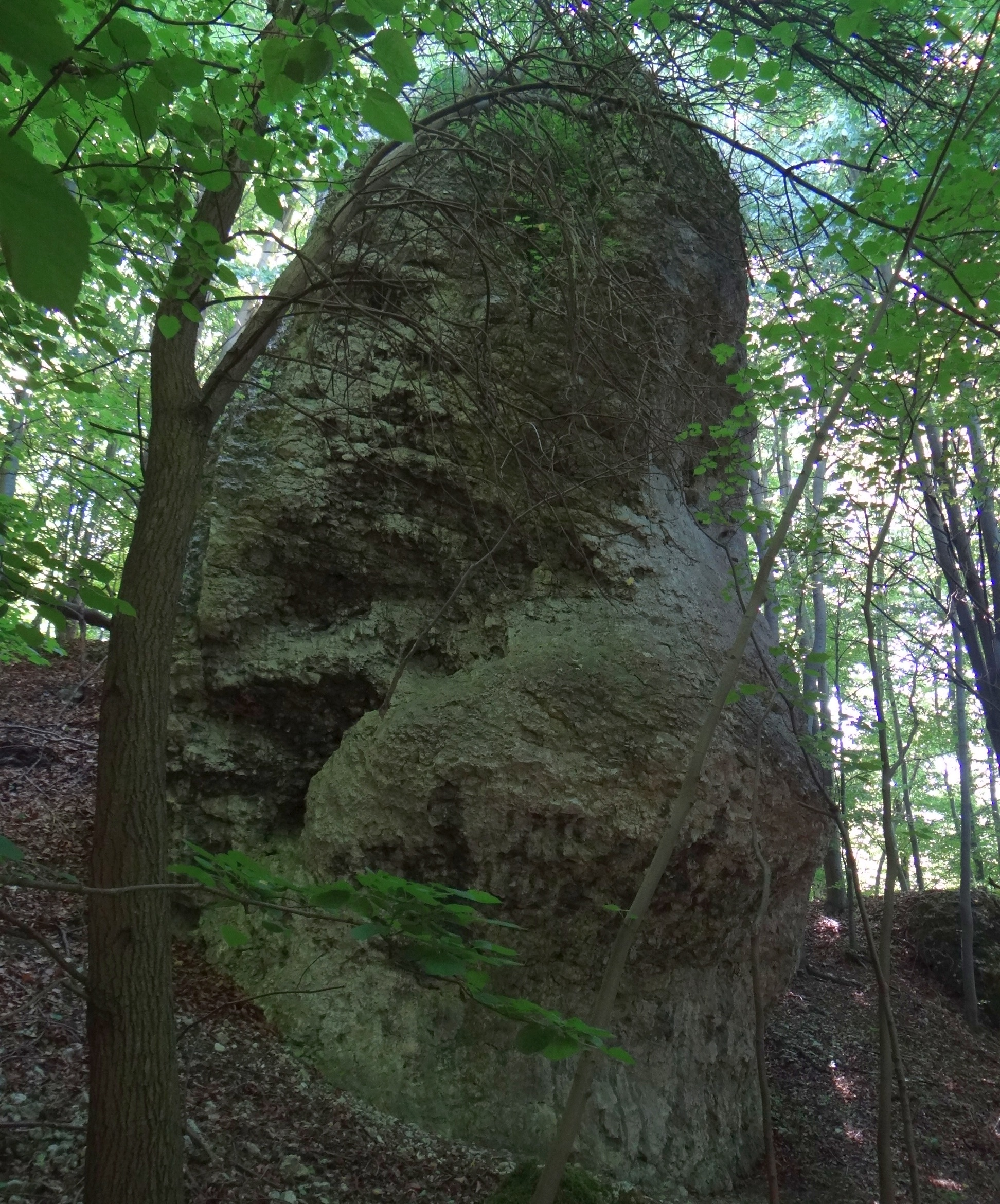
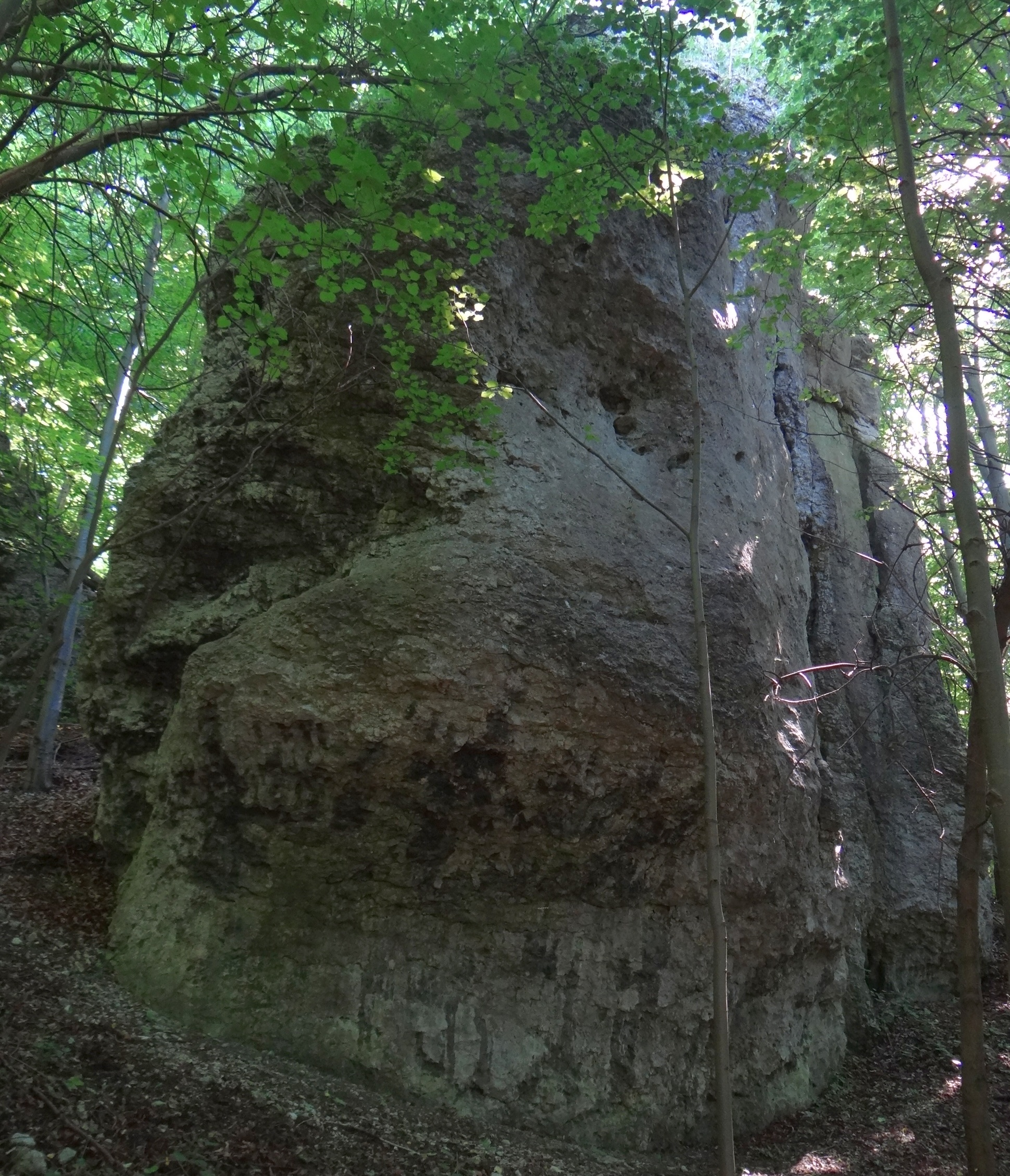
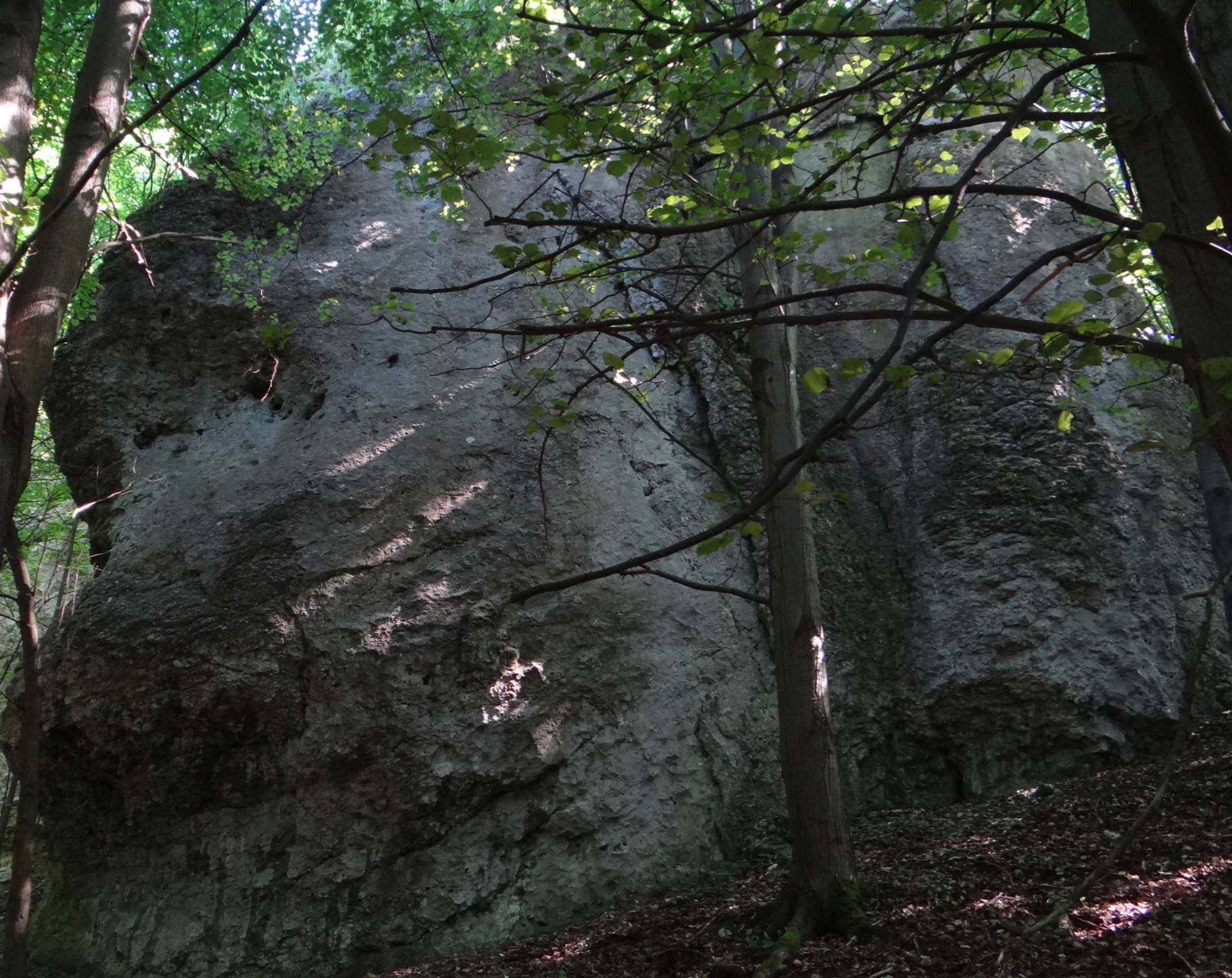
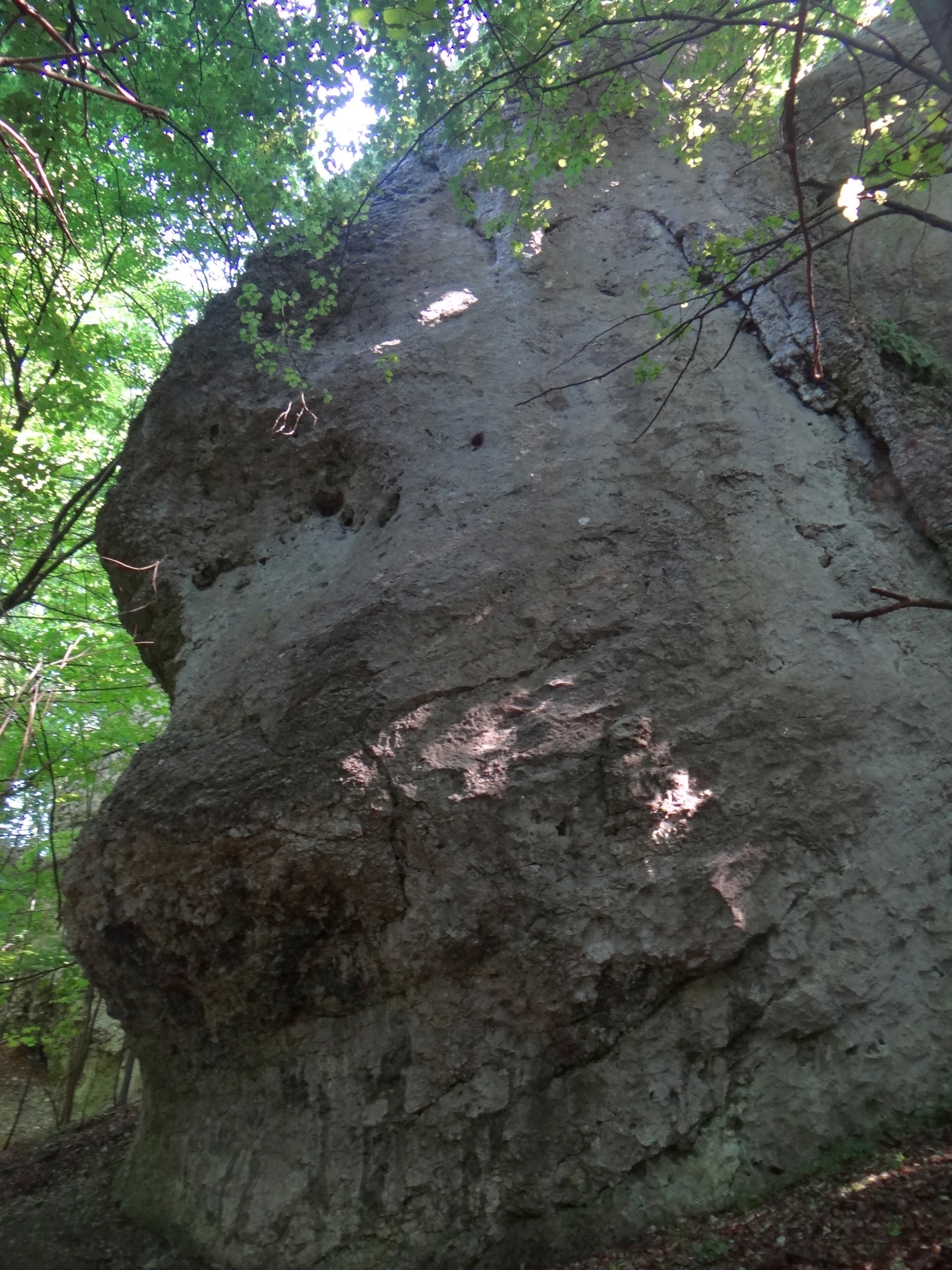
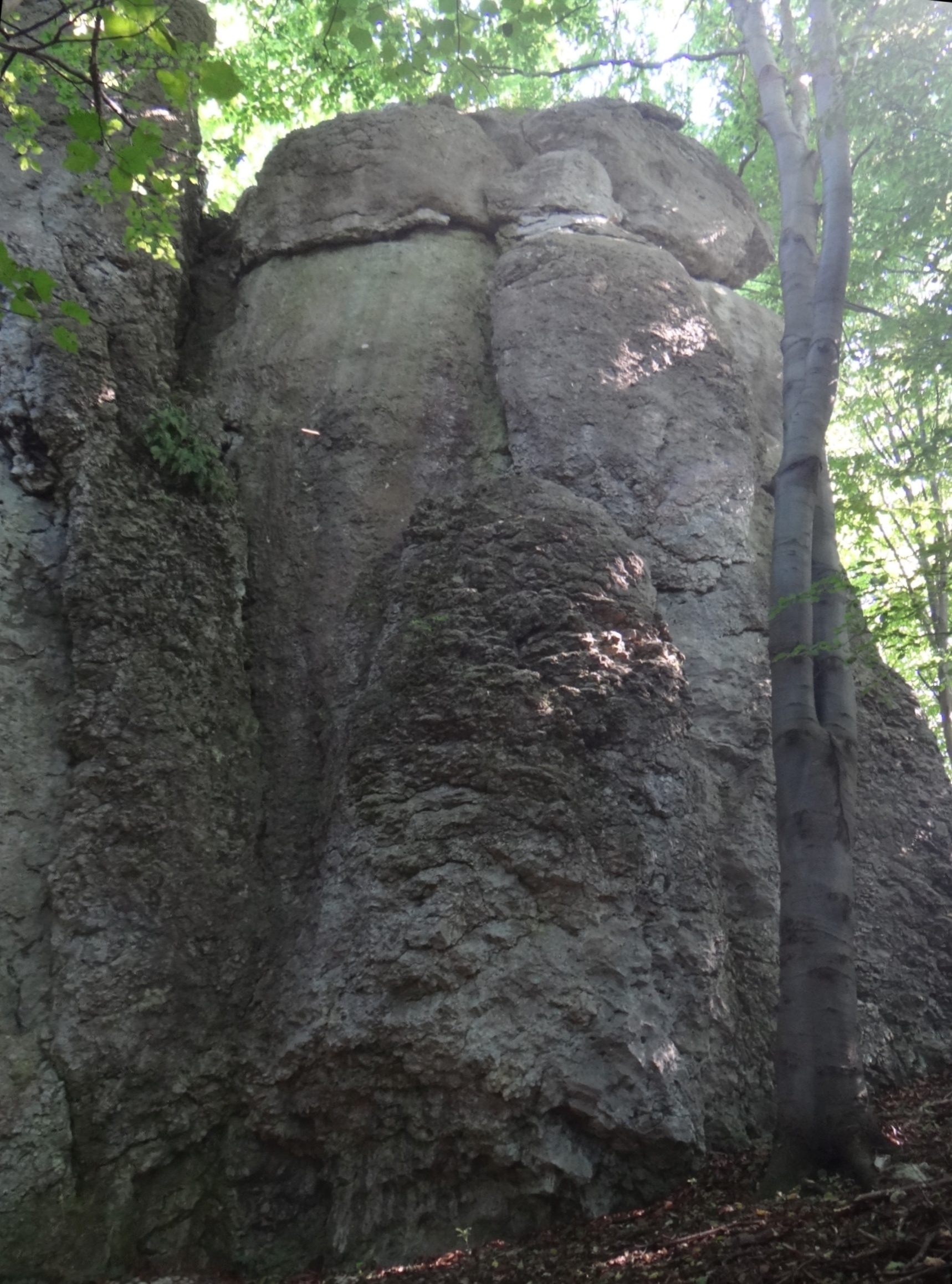
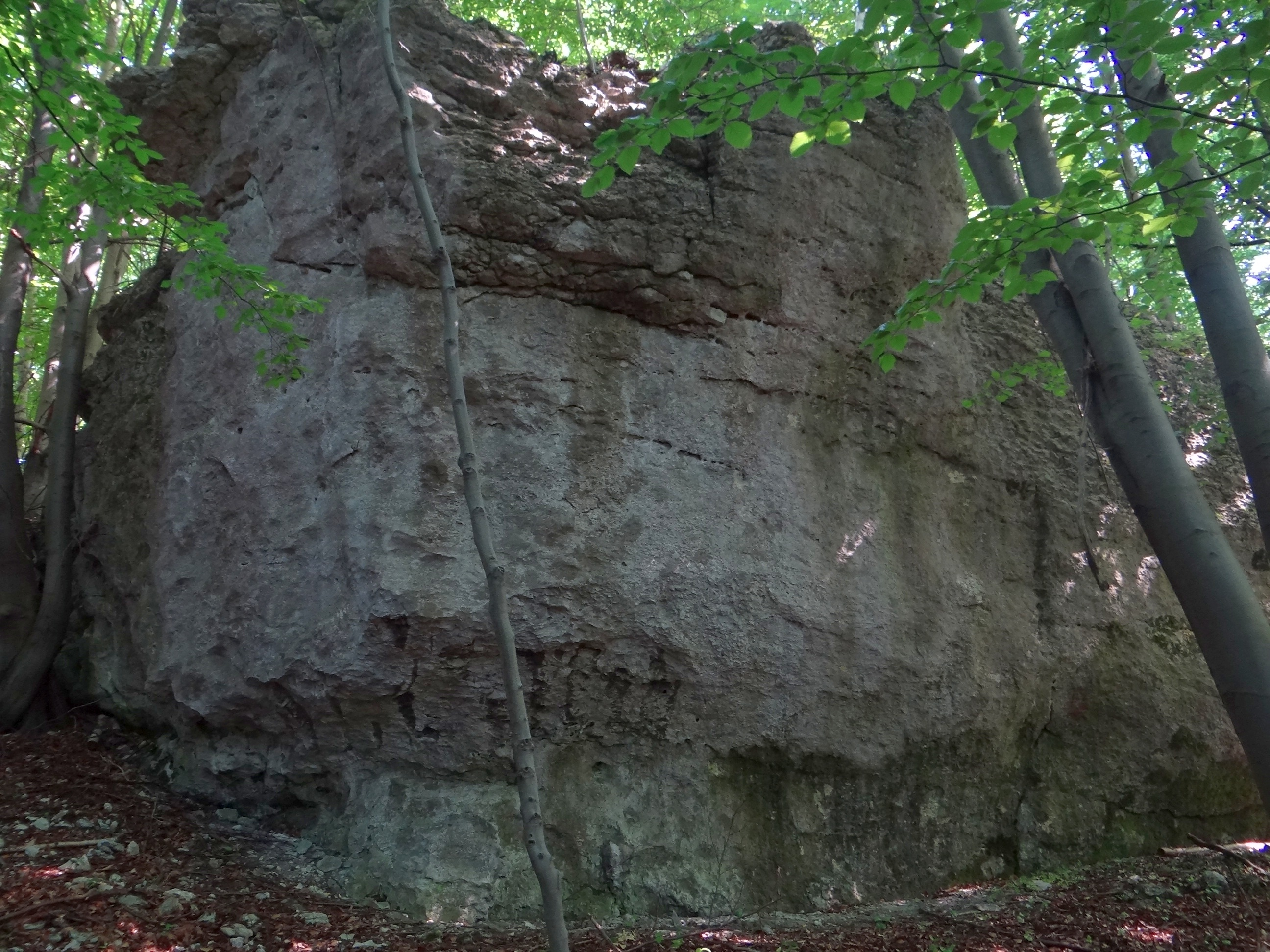

2. Komin między basztami; IV, 11 m
3. Komin tupeciarzy; VI, 12 m
4. Nikotyna; 5r + st, VI.1+, 12 m
5. Czas urojony; 6r + st, VI.1, 12 m
6. Niebieski trawers; V+, 12 m[4].